# Oscar Díaz
Oscar Díaz (6 de junho de 1972) é um ex-futebolista colombiano. que atuava como meia.>

## Carreira
Diaz fez parte do elenco da Seleção Colombiana de Futebol na Copa América de 2001 e 2004.

## Títulos

### Seleção da Colômbia
- Copa América: 2001.